# Astilbe longipilosa
Astilbe longipilosa (stavningsvariant Astilbe longepilosa) Gilli är en stenbräckeväxt.

## Beskrivning
Astilbe longipilosa är en flerårig ört.

## Habitat
Papua Nya Guinea

## Biotop[5]
Halvt till mycket skuggigt. pH = 6,1 — 6,5.
Föreningar av fosfor, järn, kalcium, magnesium, natrium, svavel är gynnsamma näringsämnen i jorden.
Attraherar bin för pollinering.

## Etymologi
- Släktnamnet Astilbe kommer av …
- Artepitetet longipilosa är latin och betyder försedd med långa hår.